# Фредерикссунн
Фредерикссунн (дат. Frederikssund) — город в Дании.

## География и история
Фредерикссунн находится на острове Зеландия, на побережье Роскилле-фьорда, в средне-западной части полуострова Норд-Зеланд. Город Фредерикссунн — административный центр коммуны Фредерикссунн, входящей в область Ховедстаден.
Поселение Фредерикссунн было основано в 1652 году и названо по имени тогдашнего датского и норвежского короля Фредерика III. В 1810 году Фредерикссунн получил городские права.

## Достопримечательности
Во Фредерикссунне расположен именной музей датского художника и скульптора Йенса Фердинанда Виллумсена с обширным собранием его работ.
Ежегодно 14 июля во Фредерикссунне проходит праздник-карнавал «Игры викингов».

## Галерея

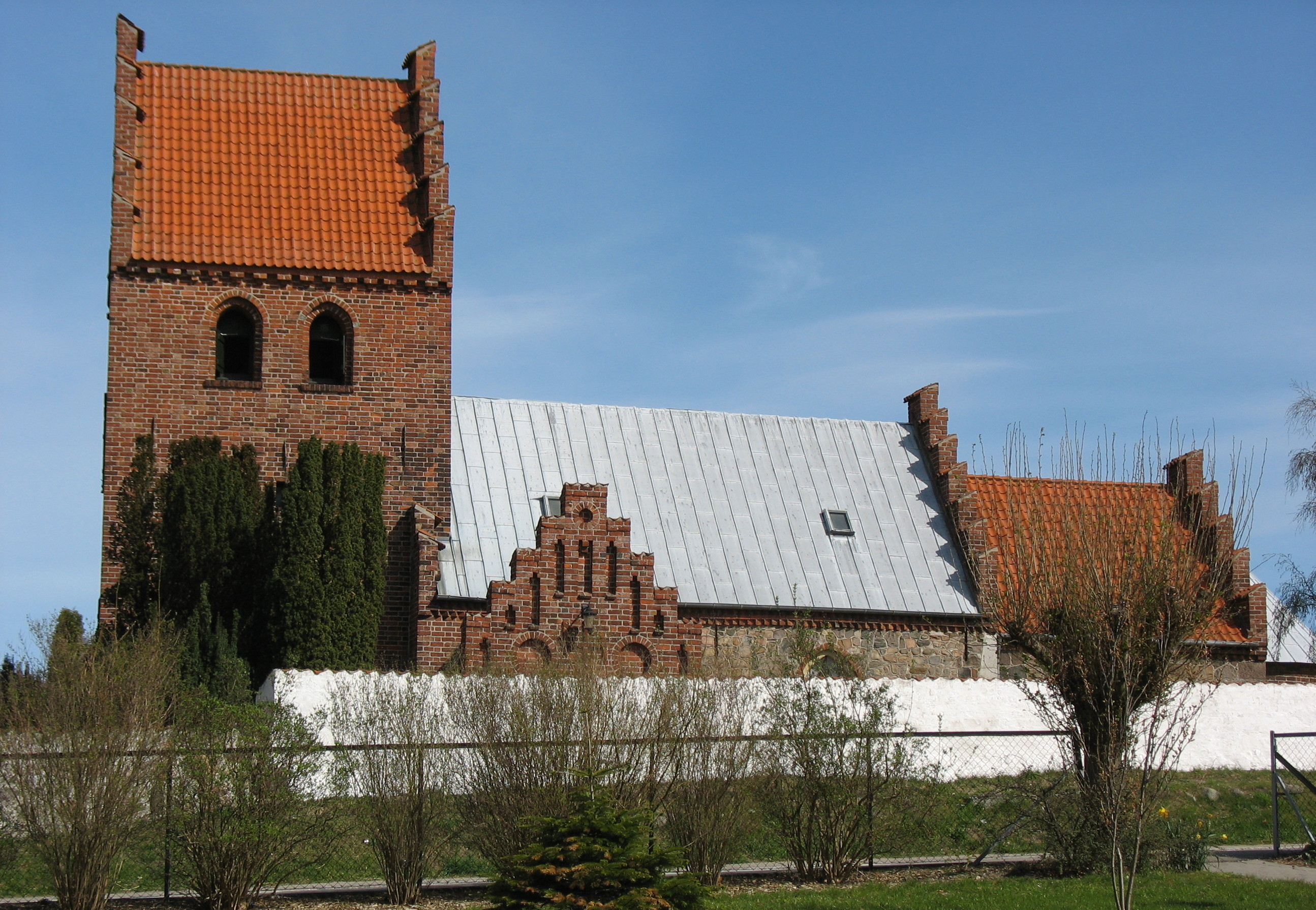
Церковь Фредерикссунн
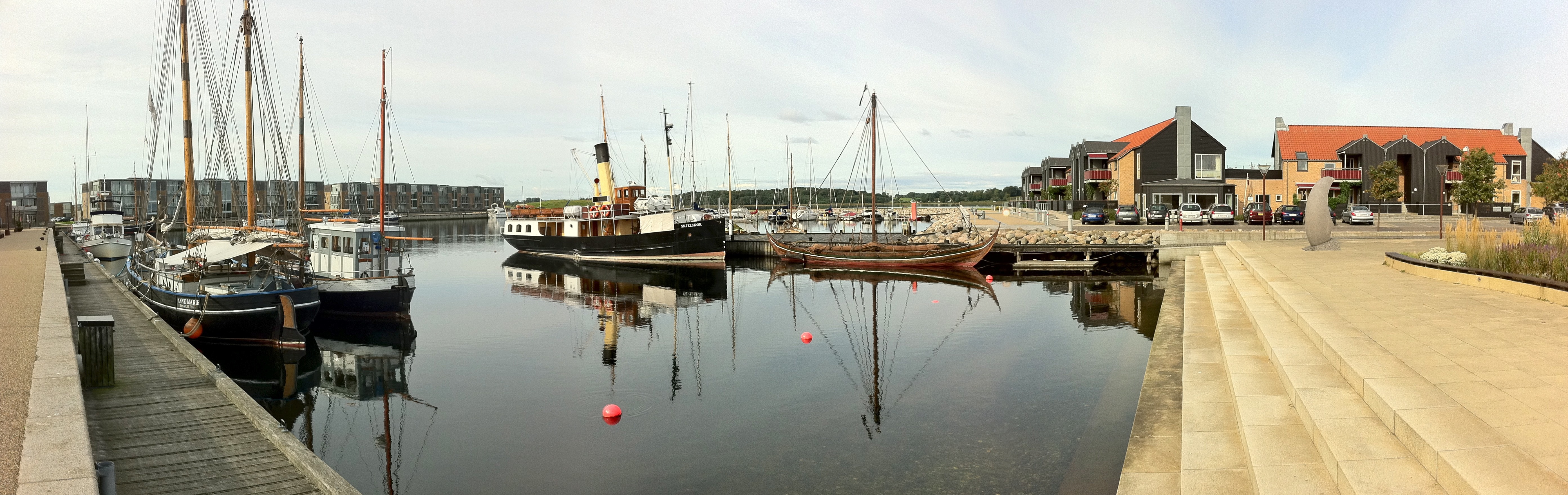
Пароход „Skjelskør“ и драккар викингов „Sif-Ege“ в порту Фредерикссунна
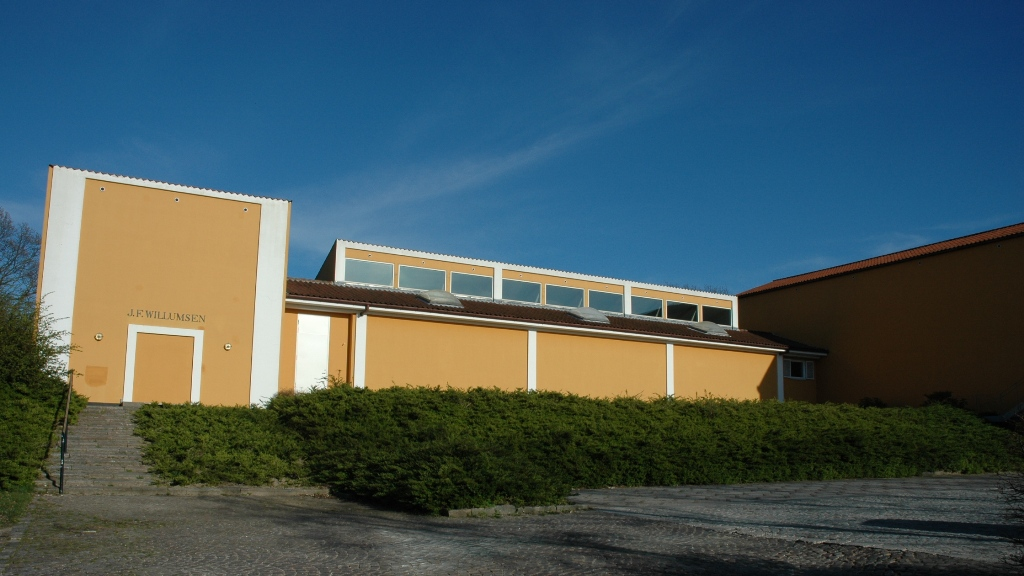
Музей Й.Ф.Виллумсена